# Nicolina Vaz de Assis

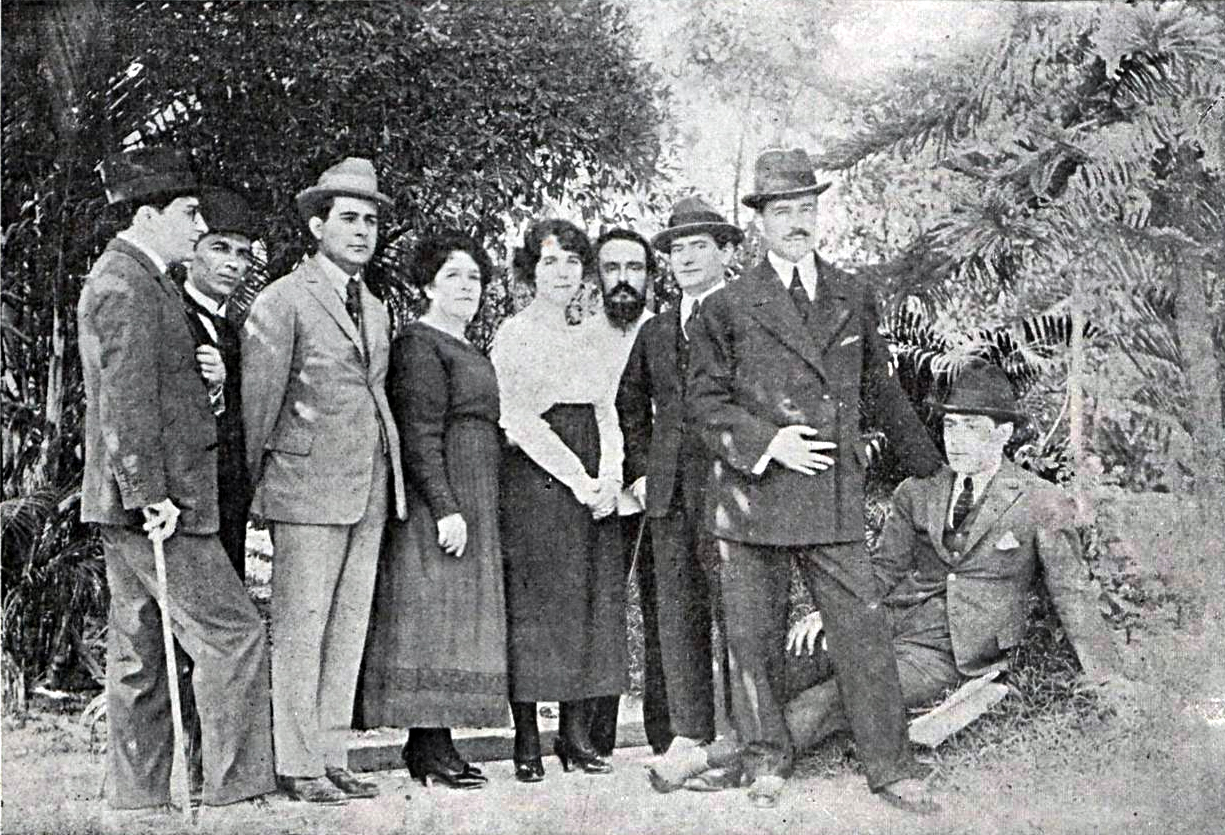
Amigos na chácara do escultor Rodolfo Pinto do Couto. Da esquerda para a direita: Álvaro Moreyra, Wedemar Ferreira, Gastão da Silveira, Nicolina de Assis, Sra. Botafogo, Rodolfo Pinto do Couto, João Daudt, Francisco Thompson Flores e Felipe de Oliveira.

Nicolina Vaz de Assis Pinto do Couto, nascida Nicolina Amélia Vaz (Campinas, dezembro de 1866 - Rio de Janeiro, 20 de julho de 1941) foi uma escultora brasileira, uma das primeiras artistas do ramo no país. É principalmente reconhecida pela vivacidade e dinamismo de suas figuras femininas. Também é conhecida por ter esculpido o busto de oito presidentes da República.

## Vida pessoal
Nicolina, filha do médico Luiz Gonçalvez da Silva Vaz e de Benvinda da Silva Vaz, aos treze anos, demonstrou inclinação artística, em especial, para a escultura. Seu pai foi incentivador, apesar de ser um ramo considerado muito masculino na época.
Conforme documentos de Proclames de Casamento do acervo da Cúria Metropolitana do Rio de Janeiro, em 1881, aos quinze anos, casou-se com o médico Benigno Alfredo de Assis na Matriz de Nossa Senhora da Glória. Benigno, médico bem estabelecido, apoiou-a no início da carreira.
Começou seus estudos de artes ainda na cidade natal, tendo esculpido um busto de Campos Sales. Em 1887, requereu e foi contemplada com uma bolsa do Pensionato Artístico do Estado de São Paulo para estudar na Escola de Belas Artes do Rio de Janeiro, onde foi aluna de Rodolfo Bernardelli, tendo se dedicado integralmente à escultura a partir de então e esculpindo principalmente bustos póstumos, para túmulos em bronze ou mármore, por encomenda.
Em 1909, Benigno faleceu deixando sete filhos, seis meninas e um menino. Em 10 de junho de 1911, Nicolina casa-se novamente com o escultor português Rodolfo Pinto do Couto, do qual separa-se judicialmente, desquitando-se em 6 de agosto de 1936. Os ateliês em São Paulo e Rio de Janeiro são fechados e os bens leiloados e repartidos. Rodolfo retorna a Portugal constituindo nova família. Nicolina passa a viver em Petrópolis, por recomendação médica, devido a problemas de saúde resultantes dos longos anos de trabalho.

## Carreira
Já no Rio de Janeiro, Nicolina começou a esculpir bustos de presidentes, de políticos e ilustres personagens da história para o Museu da República. Foi a responsável pela escultura O Selvagem, de 1898, que adorna o túmulo de José Vieira Couto de Magalhães (1837 - 1898), último presidente da província de São Paulo, hoje no Cemitério da Consolação. O Selvagem é o primeiro exemplar de escultura art nouveau da cidade.
Em 1904, Nicolina ganhou outra bolsa do Pensionato, ingressando assim na renomada Academia Julian, em Paris, onde pôde estudar com os escultores Alexandre Falguière [en] e Denys Puech [en]. Nicolina morou em Paris até 1907 e neste período teve seus trabalhos aceitos no Salon de Paris. Em Paris, ela conheceu o escultor português Rodolfo Pinto do Couto, com quem se casou em 1911, quebrando a regra moral de que viúvas não deviam se casar novamente. De volta ao Rio de Janeiro, Nicolina esculpe obras públicas em jardins, praças, parques e edifícios. O Canto das Sereias, sem data, localizada na Quinta da Boa Vista e a Fonte Monumental, de 1913 a 1923, em São Paulo, sob encomenda da prefeitura, são dessa época.
Entre 1889 e 1935, suas obras foras expostas na "Exposição Geral de Belas Artes", recebendo duas menções honrosas em 1901 e 1902, tendo a artista comparecido apenas na de 1902. Recebeu também uma Medalha de Prata em 1907 e uma de Ouro em 1908.
Com a remodelação da Praça da Sé em São Paulo, Nicolina foi chamada nos anos 1920 para criar uma grande fonte que deveria ser lá implantada. Quando finalizada, toda em mármore de Carrara, acabou sendo por fim instalada na Praça Vitória, hoje Praça Júlio de Mesquita, na região da República. A fonte tornou-se a primeira obra pública criada por uma mulher na cidade. Décadas mais tarde, com o abandono e depredação do monumento, serviu de inspiração para a música "Roubaram a lagosta", de Adoniran Barbosa.
Junto com Rodolfo, em 1929, Nicolina inaugurou uma grande exposição, com mais de quinhentos trabalhos do casal, no Hotel Esplanada, em São Paulo, que teve grande repercussão.

## Morte
Nicolina faleceu em 20 de julho de 1941, na cidade do Rio de Janeiro. Em 1950, uma grande exposição póstuma de suas obras foi realizada pela direção do Museu Nacional.

## Galeria

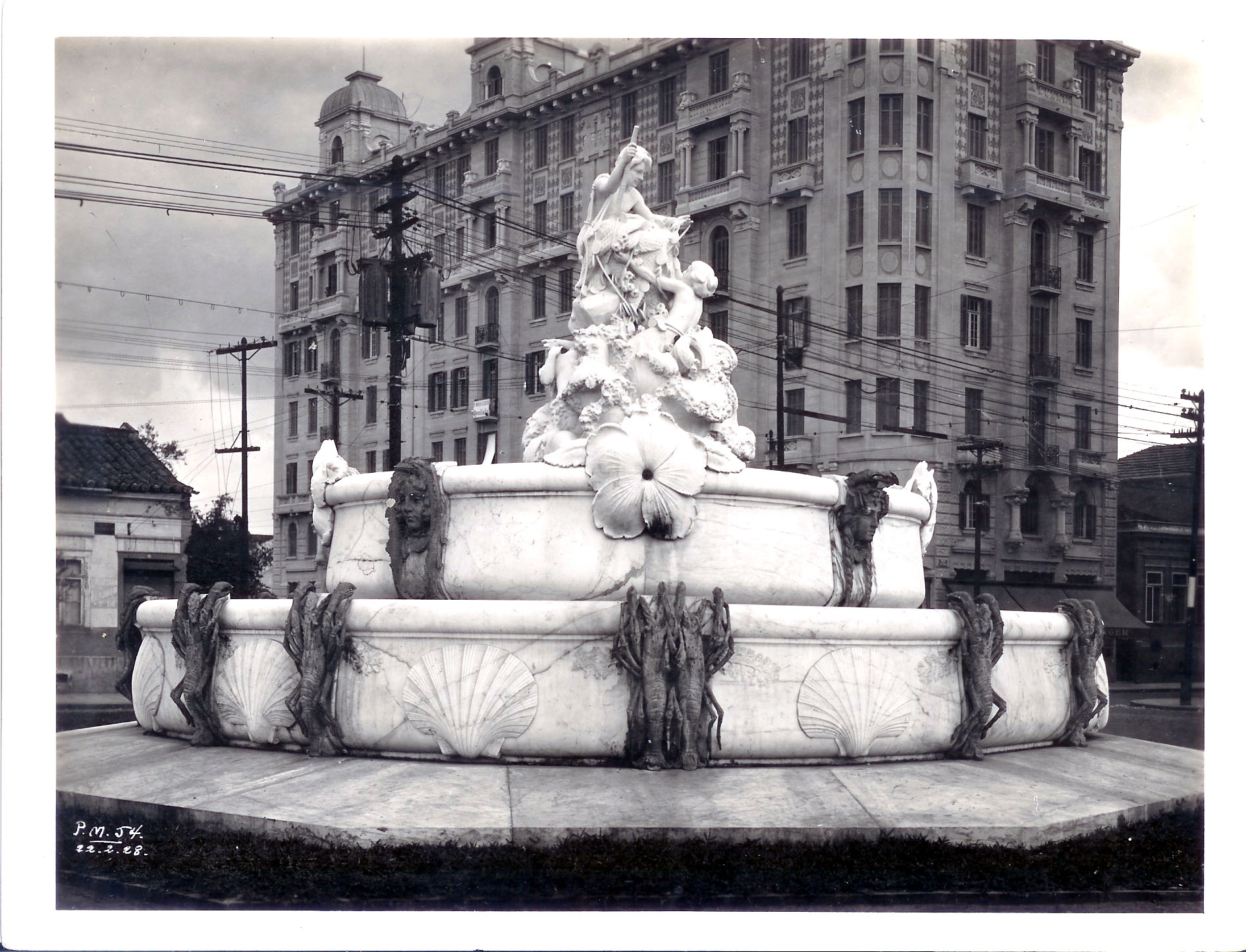
Fonte Monumental, de 1927, em São Paulo.

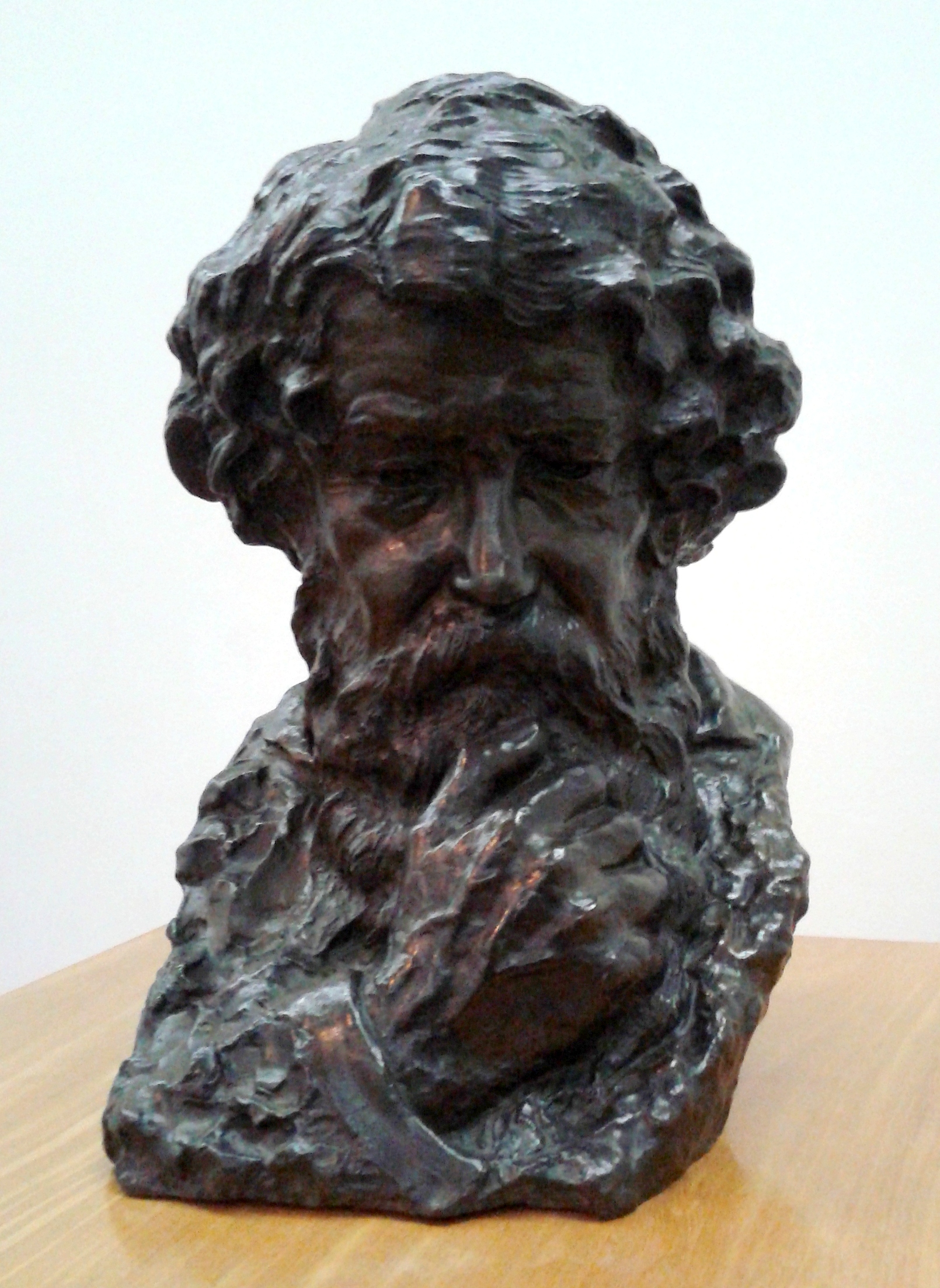
Meditação, escultura em bronze, 1929
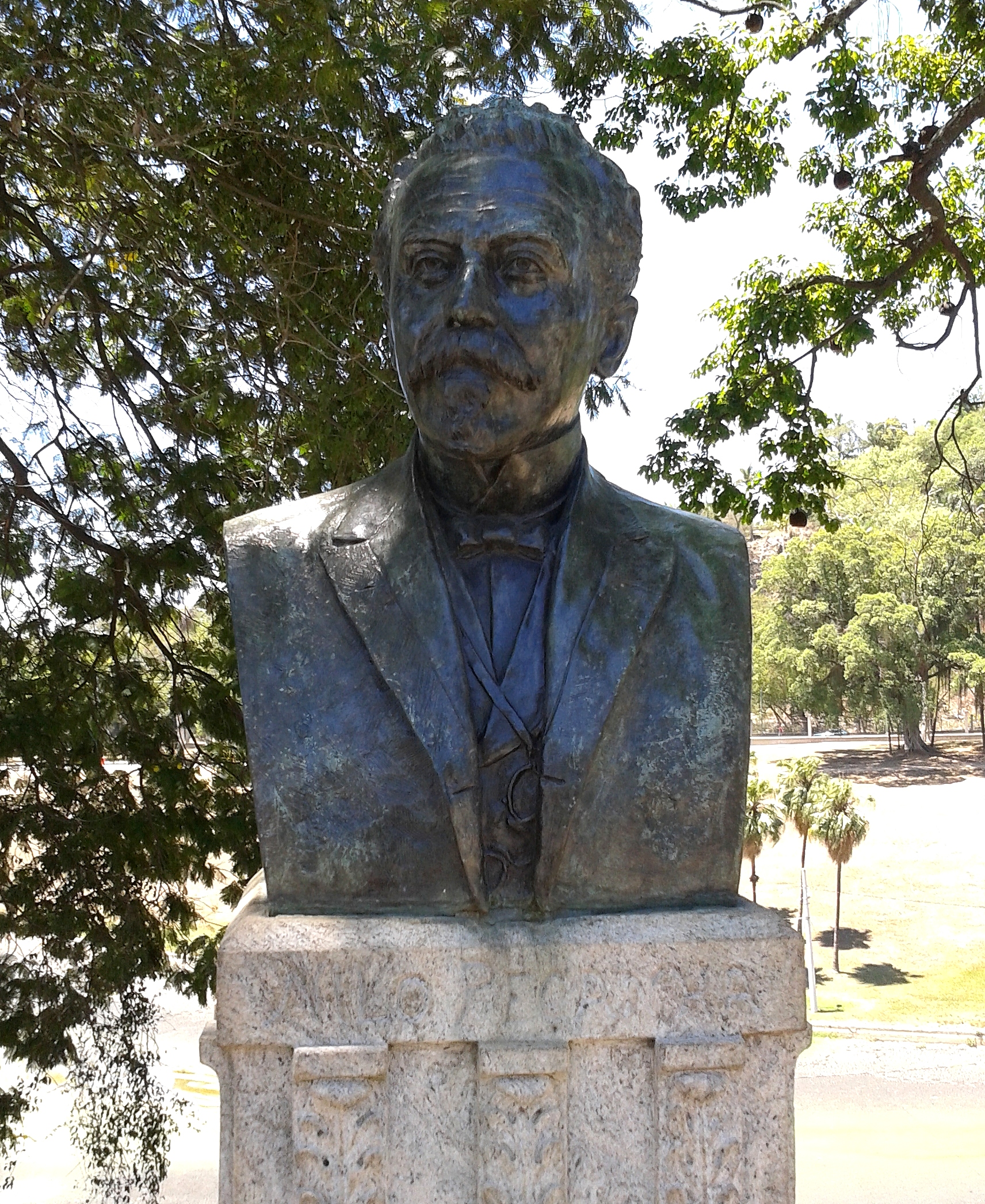
Busto de Nilo Peçanha, na Quinta da Boa Vista
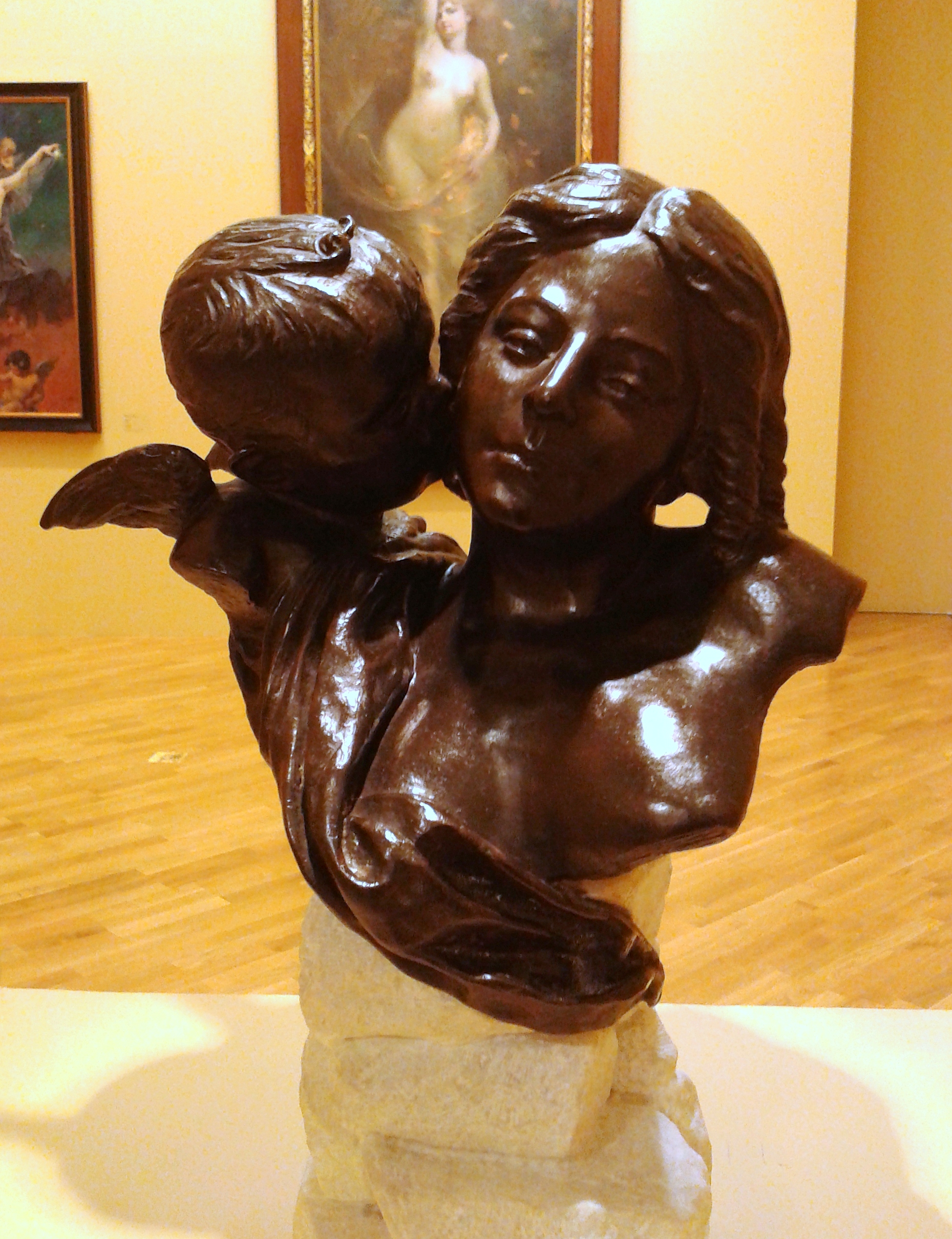
O segredo, cerca de 1907, em bronze e mármore
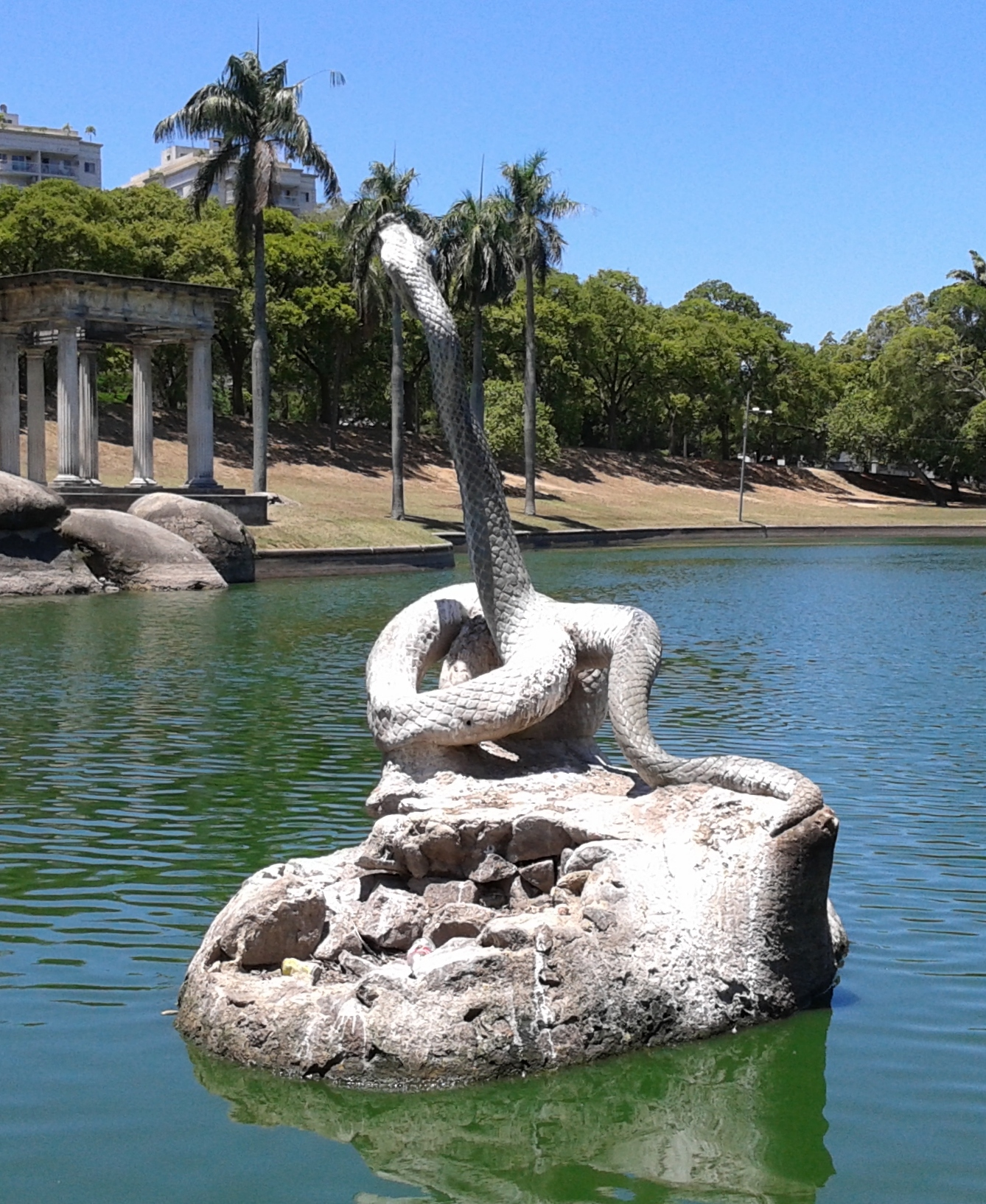
A Serpente, na Quinta da Boa Vista